# مصمم عصبي
المصمم العصبي أوNeural Designer هي أداة برمجية للتعلم الآلي تعتمد على الشبكات العصبية، وهي مجال رئيسي لأبحاث الذكاء الاصطناعي ، وتحتوي على واجهة مستخدم رسومية تسهل عملية إدخال البيانات وتفسير النتائج.
في عام 2015 ، تم اختيار آداة Neural Designer، أو المصمم العصبي من قبل المفوضية الأوروبية ، ضمن برنامج هيئة البرامج والأبحاث للتطور التكنولوجي 2020 ، كتقنية تخريبية في مجال تكنولوجيا المعلومات والاتصالات.

## سمات
المصمم العصبي أو Neural Designer آداة وصفية ، تشخيصية، تنبؤية وإلزامية في تحليل البيانات. تقوم بتنفيذ معماريات عميقة مع طبقات غير خطية متعددة وتحتوي على أدوات مساعدة لحل انحدار الوظيفة والتعرف على الأنماط والسلاسل الزمنية ومشكلات التشفير التلقائي.
إن المدخلات إلى آداة المصمم العصبي أو Neural Designer عبارة عن مجموعة من البيانات، والمخرجات منها عبارة عن نموذج تنبؤي . تأخذ هذه النتيجة شكل تعبير رياضي صريح ، يمكن تصديره إلى أي لغة أو نظام كمبيوتر.

## الأدوات ذات الصلة
- Weka : برنامج مجاني للتعلم الآلي واستخراج البيانات .
- RapidMiner : إطار عمل تعلم آلي مجاني وتجاري مطبق في Java .
- KNIME : برنامج مجاني وتجاري لتعلم الآلة واستخراج البيانات .